# Saison 2018-2019 des Kings de Sacramento
La saison 2018-2019 des Kings de Sacramento est la 74e saison de la franchise (70e saison en NBA) et la 34e saison dans la ville de Sacramento.

## Draft
Les Kings de Sacramento entrent dans la draft 2018 de la NBA avec deux choix en attendant des éventuels échanges. 
| Tour | Choix | Joueur            | Poste | Nationalité | Provenance          |
| ---- | ----- | ----------------- | ----- | ----------- | ------------------- |
| 1    | 2     | Marvin Bagley III | F     | États-Unis  | Blue Devils de Duke |
| 2    | 37    | Gary Trent Jr.    | G     | États-Unis  | Blue Devils de Duke |

## Matchs

### Summer League
| Summer League Total: 3-5 |

| Match | Date match | Équipe       | Score   | Meilleur marqueur   | Meilleur rebondeur | Meilleur passeur | Lieux Spectateurs | Série |
| ----- | ---------- | ------------ | ------- | ------------------- | ------------------ | ---------------- | ----------------- | ----- |
| 1     | 2 juillet  | L.A. Lakers  | V 98-93 | De'Aaron Fox (23)   | De'Aaron Fox (8)   | Frank Mason (9)  | Golden 1 Center   | 1 - 0 |
| 2     | 3 juillet  | Golden State | D 54-71 | Justin Jackson (20) | Marvin Bagley (7)  | Frank Mason (5)  | Golden 1 Center   | 1 - 1 |
| 3     | 5 juillet  | Miami        | D 76-86 | Justin Jackson (26) | Harry Giles (12)   | Frank Mason (5)  | Golden 1 Center   | 1 - 1 |

| Match | Date match | Équipe        | Score   | Meilleur marqueur   | Meilleur rebondeur    | Meilleur passeur  | Lieux Spectateurs    | Série |
| ----- | ---------- | ------------- | ------- | ------------------- | --------------------- | ----------------- | -------------------- | ----- |
| 1     | 7 juillet  | Phoenix       | D 63-71 | Harry Giles (17)    | Brown, Bagley (7)     | Frank Mason (5)   | Thomas & Mack Center | 0 - 1 |
| 2     | 8 juillet  | L.A. Clippers | D 78-88 | Justin Jackson (28) | Auguste, Gabriel (10) | Frank Mason (5)   | Cox Pavilion         | 0 - 2 |
| 3     | 10 juillet | Memphis       | V 94-80 | Justin Jackson (20) | Harry Giles (12)      | Frank Mason (13)  | Thomas & Mack Center | 1 - 2 |
| 4     | 11 juillet | Cleveland     | D 84-96 | Justin Jackson (20) | Zach Auguste (9)      | Harry Giles (6)   | Thomas & Mack Center | 1 - 3 |
| 5     | 13 juillet | Golden State  | V 69-67 | Anthony Brown (17)  | Zach Auguste (11)     | Marcus Foster (5) | Cox Pavilion         | 2 - 3 |

### Pré-saison
| Pré-saison Total: 2-4 (Domicile : 1-1 ; Extérieur : 1-3) |

| Match | Date match  | Équipe         | Score     | Meilleur marqueur      | Meilleur rebondeur       | Meilleur passeur    | Lieux Spectateurs          | Série |
| ----- | ----------- | -------------- | --------- | ---------------------- | ------------------------ | ------------------- | -------------------------- | ----- |
| 1     | 1er octobre | @ Phoenix      | V 106-102 | Yogi Ferrell (26)      | Willie Cauley-Stein (12) | De'Aaron Fox (5)    | Talking Stick Resort Arena | 1 – 0 |
| 2     | 4 octobre   | @ LA Lakers    | D 123-128 | Buddy Hield (18)       | Marvin Bagley III (10)   | Frank Mason III (5) | Staples Center             | 1 – 1 |
| 3     | 5 octobre   | @ Golden State | D 94-122  | Harry Giles (17)       | Marvin Bagley III (9)    | Frank Mason III (7) | Key Arena                  | 1 – 2 |
| 4     | 8 octobre   | Maccabi Haïfa  | V 132-100 | Buddy Hield (22)       | Willie Cauley-Stein (8)  | Frank Mason III (8) | Golden 1 Center            | 2 – 2 |
| 5     | 11 octobre  | Utah           | D 93-132  | Marvin Bagley III (17) | Marvin Bagley III (8)    | Buddy Hield (7)     | Golden 1 Center            | 2 – 3 |
| 6     | 12 octobre  | @ Portland     | D 115-118 | Ferrell & Hield (19)   | Nemanja Bjelica (9)      | Frank Mason III (8) | Moda Center                | 2 – 4 |

### Saison régulière
| Saison régulière Total: 39-43 (Domicile : 24-17 ; Extérieur : 15-26) |

| Match | Date match | Équipe                | Score     | Meilleur marqueur        | Meilleur rebondeur       | Meilleur passeur  | Lieux                   | Série |
| ----- | ---------- | --------------------- | --------- | ------------------------ | ------------------------ | ----------------- | ----------------------- | ----- |
| 1     | 17 octobre | Utah                  | D 117-123 | Willie Cauley-Stein (23) | Nemanja Bjelica (8)      | De'Aaron Fox (7)  | Golden 1 Center         | 0 - 1 |
| 2     | 19 octobre | @ La Nouvelle-Orléans | D 129-149 | Willie Cauley-Stein (20) | Marvin Bagley (8)        | Fox, Mason (6)    | Smoothie King Center    | 0 - 2 |
| 3     | 21 octobre | @ Oklahoma            | V 131-120 | Iman Shumpert (26)       | Bagley, Cauley-Stein (7) | De'Aaron Fox (10) | Chesapeake Energy Arena | 1 - 2 |
| 4     | 23 octobre | @ Denver              | D 112-126 | Marvin Bagley (20)       | Marvin Bagley (9)        | Frank Mason (7)   | Pepsi Center            | 1 - 3 |
| 5     | 24 octobre | Memphis               | V 97-92   | Buddy Hield (23)         | Bjelica, Jackson (11)    | De'Aaron Fox (6)  | Golden 1 Center         | 2 - 3 |
| 6     | 26 octobre | Washington            | V 116-112 | Nemanja Bjelica (26)     | Nemanja Bjelica (12)     | De'Aaron Fox (9)  | Golden 1 Center         | 3 - 3 |
| 7     | 29 octobre | @ Miami               | V 123-113 | Willie Cauley-Stein (26) | Willie Cauley-Stein (13) | De'Aaron Fox (8)  | American Airlines Arena | 4 - 3 |
| 8     | 30 octobre | @ Orlando             | V 107-99  | Buddy Hield (25)         | Hield, Cauley-Stein (11) | Fox, Mason (5)    | Amway Center            | 5 - 3 |

| Match | Date match   | Équipe         | Score     | Meilleur marqueur        | Meilleur rebondeur         | Meilleur passeur      | Lieux                   | Série   |
| ----- | ------------ | -------------- | --------- | ------------------------ | -------------------------- | --------------------- | ----------------------- | ------- |
| 9     | 1er novembre | @ Atlanta      | V 146-115 | De'Aaron Fox (31)        | De'Aaron Fox (10)          | De'Aaron Fox (15)     | State Farm Arena        | 6 - 3   |
| 10    | 4 novembre   | @ Milwaukee    | D 109-144 | Justin Jackson (22)      | Iman Shumpert (7)          | Fox, Mason (6)        | Fiserv Forum            | 6 - 4   |
| 11    | 7 novembre   | Toronto        | D 105-114 | Cauley-Stein, Hield (24) | Willie Cauley-Stein (8)    | Iman Shumpert (6)     | Golden 1 Center         | 6 - 5   |
| 12    | 9 novembre   | Minnesota      | V 121-110 | Willie Cauley-Stein (25) | Buddy Hield (10)           | De'Aaron Fox (10)     | Golden 1 Center         | 7 - 5   |
| 13    | 10 novembre  | L.A. Lakers    | D 86-101  | De'Aaron Fox (21)        | Willie Cauley-Stein (12)   | Quatre joueurs (2)    | Golden 1 Center         | 7 - 6   |
| 14    | 12 novembre  | San Antonio    | V 104-99  | Bogdan Bogdanović (22)   | Willie Cauley-Stein (13)   | De'Aaron Fox (7)      | Golden 1 Center         | 8 - 6   |
| 15    | 16 novembre  | @ Memphis      | D 104-112 | De'Aaron Fox (23)        | Cauley-Stein, Williams (8) | De'Aaron Fox (10)     | FedExForum              | 8 - 7   |
| 16    | 17 novembre  | @ Houston      | D 112-132 | Buddy Hield (23)         | Marvin Bagley (8)          | Bogdan Bogdanović (5) | Toyota Center           | 8 - 8   |
| 17    | 19 novembre  | Oklahoma City  | V 117-113 | Buddy Hield (25)         | Willie Cauley-Stein (14)   | De'Aaron Fox (13)     | Golden 1 Center         | 9 - 8   |
| 18    | 21 novembre  | @ Utah         | V 119-110 | Willie Cauley-Stein (23) | Quatre joueurs (7)         | De'Aaron Fox (13)     | Vivint Smart Home Arena | 10 - 8  |
| 19    | 24 novembre  | @ Golden State | D 116-117 | Buddy Hield (28)         | Marvin Bagley (17)         | De'Aaron Fox (9)      | Oracle Arena            | 10 - 9  |
| 20    | 25 novembre  | Utah           | D 112-133 | Bogdan Bogdanović (20)   | Harry Giles (8)            | Harry Giles (6)       | Golden 1 Center         | 10 - 10 |
| 21    | 29 novembre  | L.A. Clippers  | D 121-133 | Bogdan Bogdanović (26)   | Marvin Bagley (10)         | De'Aaron Fox (9)      | Golden 1 Center         | 10 - 11 |

| Match | Date match   | Équipe              | Score     | Meilleur marqueur      | Meilleur rebondeur       | Meilleur passeur    | Lieux                      | Série   |
| ----- | ------------ | ------------------- | --------- | ---------------------- | ------------------------ | ------------------- | -------------------------- | ------- |
| 22    | 1er décembre | Indiana             | V 111-110 | Bogdan Bogdanović (20) | Willie Cauley-Stein (13) | Bogdanović, Fox (6) | Golden 1 Center            | 11 - 11 |
| 23    | 4 décembre   | @ Phoenix           | V 122-105 | Buddy Hield (20)       | Nemanja Bjelica (7)      | De'Aaron Fox (7)    | Talking Stick Resort Arena | 12 - 11 |
| 24    | 7 décembre   | @ Cleveland         | V 129-110 | De'Aaron Fox (30)      | Kosta Koufos (8)         | De'Aaron Fox (12)   | Quicken Loans Arena        | 13 - 11 |
| 25    | 8 décembre   | @ Indiana           | D 97-107  | Buddy Hield (20)       | Nemanja Bjelica (12)     | Bogdanović, Fox (6) | Bankers Life Fieldhouse    | 13 - 12 |
| 26    | 10 décembre  | @ Chicago           | V 108-89  | De'Aaron Fox (25)      | Willie Cauley-Stein (16) | De'Aaron Fox (6)    | United Center              | 14 - 12 |
| 27    | 12 décembre  | Minnesota           | V 141-130 | Nemanja Bjelica (25)   | Marvin Bagley (10)       | De'Aaron Fox (8)    | Golden 1 Center            | 15 - 12 |
| 28    | 14 décembre  | Golden State        | D 125-130 | Buddy Hield (27)       | Willie Cauley-Stein (11) | De'Aaron Fox (9)    | Golden 1 Center            | 15 - 13 |
| 29    | 16 décembre  | @ Dallas            | V 120-113 | Fox, Hield (28)        | Nemanja Bjelica (10)     | Bogdanović, Fox (5) | American Airlines Center   | 16 - 13 |
| 30    | 17 décembre  | @ Minnesota         | D 105-132 | Buddy Hield (21)       | Kosta Koufos (8)         | Frank Mason (6)     | Target Center              | 16 - 14 |
| 31    | 19 décembre  | Oklahoma City       | D 113-132 | Buddy Hield (37)       | Willie Cauley-Stein (7)  | De'Aaron Fox (12)   | Golden 1 Center            | 16 - 15 |
| 32    | 21 décembre  | Memphis             | V 102-99  | Buddy Hield (28)       | Willie Cauley-Stein (13) | De'Aaron Fox (8)    | Golden 1 Center            | 17 - 15 |
| 33    | 23 décembre  | La Nouvelle-Orléans | V 122-117 | Buddy Hield (28)       | Willie Cauley-Stein (17) | De'Aaron Fox (11)   | Golden 1 Center            | 18 - 15 |
| 34    | 26 décembre  | @ L.A. Clippers     | D 118-127 | De'Aaron Fox (19)      | Fox, Hield (6)           | De'Aaron Fox (9)    | Staples Center             | 18 - 16 |
| 35    | 27 décembre  | L.A. Lakers         | V 117-116 | Bogdan Bogdanović (23) | De'Aaron Fox (9)         | De'Aaron Fox (12)   | Golden 1 Center            | 19 - 16 |
| 36    | 30 décembre  | @ L.A. Lakers       | D 114-121 | De'Aaron Fox (26)      | Willie Cauley-Stein (12) | De'Aaron Fox (7)    | Staples Center             | 19 - 17 |

| Match | Date match  | Équipe          | Score          | Meilleur marqueur      | Meilleur rebondeur       | Meilleur passeur       | Lieux                      | Série   |
| ----- | ----------- | --------------- | -------------- | ---------------------- | ------------------------ | ---------------------- | -------------------------- | ------- |
| 37    | 1er janvier | Portland        | D 108-113 (OT) | Buddy Hield (27)       | Nemanja Bjelica (16)     | Bogdan Bogdanović (5)  | Golden 1 Center            | 19 - 18 |
| 38    | 3 janvier   | Denver          | D 113-117      | Buddy Hield (29)       | Bjelica, Stein (6)       | De'Aaron Fox (8)       | Golden 1 Center            | 19 - 19 |
| 39    | 5 janvier   | Golden State    | D 123-127      | Buddy Hield (32)       | Willie Cauley-Stein (13) | Bogdanović, Fox (7)    | Golden 1 Center            | 19 - 20 |
| 40    | 7 janvier   | Orlando         | V 111-95       | De'Aaron Fox (20)      | Willie Cauley-Stein (11) | Bogdan Bogdanović (7)  | Golden 1 Center            | 20 - 20 |
| 41    | 8 janvier   | @ Phoenix       | D 111-115      | De'Aaron Fox (24)      | Willie Cauley-Stein (7)  | Bogdanović, Fox (5)    | Talking Stick Resort Arena | 20 - 21 |
| 42    | 10 janvier  | Détroit         | V 112-102      | Buddy Hield (18)       | Willie Cauley-Stein (14) | De'Aaron Fox (6)       | Golden 1 Center            | 21 - 21 |
| 43    | 12 janvier  | Charlotte       | V 104-97       | Bogdan Bogdanović (22) | Willie Cauley-Stein (12) | Trois joueurs (4)      | Golden 1 Center            | 22 - 21 |
| 44    | 14 janvier  | Portland        | V 115-107      | Buddy Hield (19)       | Marvin Bagley (11)       | De'Aaron Fox (9)       | Golden 1 Center            | 23 - 21 |
| 45    | 17 janvier  | @ Charlotte     | D 95-114       | Buddy Hield (24)       | Willie Cauley-Stein (11) | De'Aaron Fox (8)       | Spectrum Center            | 23 - 22 |
| 46    | 19 janvier  | @ Détroit       | V 103-101      | Buddy Hield (35)       | Buddy Hield (9)          | De'Aaron Fox (10)      | Little Caesars Arena       | 24 - 22 |
| 47    | 21 janvier  | @ Brooklyn      | D 94-123       | Bogdan Bogdanović (22) | Buddy Hield (7)          | Bogdan Bogdanović (11) | Barclays Center            | 24 - 23 |
| 48    | 22 janvier  | @ Toronto       | D 105-120      | Marvin Bagley (22)     | Marvin Bagley (11)       | Bogdan Bogdanović (9)  | Scotiabank Arena           | 24 - 24 |
| 49    | 25 janvier  | @ Memphis       | V 99-96        | Buddy Hield (26)       | Nemanja Bjelica (11)     | Fox, Shumpert (5)      | FedExForum                 | 25 - 24 |
| 50    | 27 janvier  | @ L.A. Clippers | D 108-122      | De'Aaron Fox (21)      | Willie Cauley-Stein (12) | Buddy Hield (5)        | Staples Center             | 25 - 25 |
| 51    | 30 janvier  | Atlanta         | V 135-113      | Harry Giles (20)       | Marvin Bagley (12)       | Bogdanović, Fox (7)    | Golden 1 Center            | 26 - 25 |

| Match                  | Date match | Équipe          | Score     | Meilleur marqueur  | Meilleur rebondeur       | Meilleur passeur      | Lieux                   | Série   |
| ---------------------- | ---------- | --------------- | --------- | ------------------ | ------------------------ | --------------------- | ----------------------- | ------- |
| 52                     | 2 février  | Philadelphie    | V 115-108 | Buddy Hield (34)   | Marvin Bagley (13)       | De'Aaron Fox (8)      | Golden 1 Center         | 27 - 25 |
| 53                     | 4 février  | San Antonio     | V 127-112 | Marvin Bagley (24) | Marvin Bagley (12)       | Fox, Shumpert (6)     | Golden 1 Center         | 28 - 25 |
| 54                     | 6 février  | Houston         | D 101-127 | Buddy Hield (20)   | Bagley, Hield (10)       | De'Aaron Fox (6)      | Golden 1 Center         | 28 - 26 |
| 55                     | 8 février  | Miami           | V 102-96  | Buddy Hield (23)   | Quatre joueurs (7)       | Yogi Ferrell (4)      | Golden 1 Center         | 29 - 26 |
| 56                     | 10 février | Phoenix         | V 117-104 | Marvin Bagley (32) | Bjelica, Stein (8)       | De'Aaron Fox (9)      | Golden 1 Center         | 30 - 26 |
| 57                     | 13 février | @ Denver        | V 118-120 | Buddy Hield (25)   | Harrison Barnes (11)     | De'Aaron Fox (10)     | Pepsi Center            | 30 - 27 |
| NBA All-Star Game 2019 |            |                 |           |                    |                          |                       |                         |         |
| 58                     | 21 février | @ Golden State  | D 123-125 | Marvin Bagley (28) | Marvin Bagley (14)       | De'Aaron Fox (8)      | Oracle Arena            | 30 - 28 |
| 59                     | 23 février | @ Oklahoma City | V 119-116 | Buddy Hield (34)   | Willie Cauley-Stein (11) | De'Aaron Fox (9)      | Chesapeake Energy Arena | 31 - 28 |
| 60                     | 25 février | @ Minnesota     | D 105-112 | Marvin Bagley (25) | Marvin Bagley (11)       | Bogdan Bogdanović (6) | Target Center           | 31 - 29 |
| 61                     | 27 février | Milwaukee       | D 140-141 | Buddy Hield (32)   | Harrison Barnes (14)     | De'Aaron Fox (9)      | Golden 1 Center         | 31 - 30 |

| Match | Date match | Équipe                | Score     | Meilleur marqueur      | Meilleur rebondeur       | Meilleur passeur        | Lieux                    | Série   |
| ----- | ---------- | --------------------- | --------- | ---------------------- | ------------------------ | ----------------------- | ------------------------ | ------- |
| 62    | 1er mars   | L.A. Clippers         | D 109-116 | Buddy Hield (23)       | Willie Cauley-Stein (12) | De'Aaron Fox (12)       | Golden 1 Center          | 31 - 31 |
| 63    | 4 mars     | New York              | V 115-108 | Buddy Hield (28)       | Harrison Barnes (10)     | Buddy Hield (7)         | Golden 1 Center          | 32 - 31 |
| 64    | 6 mars     | Boston                | D 109-111 | Harrison Barnes (24)   | Barnes, Hield (8)        | De'Aaron Fox (7)        | Golden 1 Center          | 32 - 32 |
| 65    | 9 mars     | @ New York            | V 102-94  | De'Aaron Fox (30)      | Willie Cauley-Stein (12) | De'Aaron Fox (8)        | Madison Square Garden    | 33 - 32 |
| 66    | 11 mars    | @ Washington          | D 115-121 | De'Aaron Fox (23)      | Nemanja Bjelica (12)     | De'Aaron Fox (8)        | Capital One Arena        | 33 - 33 |
| 67    | 14 mars    | @ Boston              | D 120-126 | Buddy Hield (34)       | Willie Cauley-Stein (13) | De'Aaron Fox (9)        | TD Garden                | 33 - 34 |
| 68    | 15 mars    | @ Philadelphie        | D 114-123 | Barnes, Fox (16)       | Willie Cauley-Stein (7)  | De'Aaron Fox (6)        | Wells Fargo Center       | 33 - 35 |
| 69    | 17 mars    | Chicago               | V 129-102 | Marvin Bagley (21)     | Marvin Bagley (9)        | Willie Cauley-Stein (5) | Golden 1 Center          | 34 - 35 |
| 70    | 19 mars    | Brooklyn              | D 121-123 | Marvin Bagley (28)     | Nemanja Bjelica (10)     | De'Aaron Fox (9)        | Golden 1 Center          | 34 - 36 |
| 71    | 21 mars    | Dallas                | V 116-100 | Buddy Hield (29)       | Willie Cauley-Stein (18) | De'Aaron Fox (9)        | Golden 1 Center          | 35 - 36 |
| 72    | 23 mars    | Phoenix               | V 112-103 | Barnes, Hield (25)     | Nemanja Bjelica (17)     | De'Aaron Fox (9)        | Golden 1 Center          | 36 - 36 |
| 73    | 24 mars    | @ L.A. Lakers         | D 106-111 | Marvin Bagley (25)     | Marvin Bagley (11)       | Trois joueurs (4)       | Staples Center           | 36 - 37 |
| 74    | 26 mars    | @ Dallas              | V 125-121 | De'Aaron Fox (23)      | Willie Cauley-Stein (7)  | De'Aaron Fox (8)        | American Airlines Center | 37 - 37 |
| 75    | 28 mars    | @ La Nouvelle-Orléans | D 118-121 | Buddy Hield (27)       | Willie Cauley-Stein (12) | De'Aaron Fox (12)       | Smoothie King Center     | 37 - 38 |
| 76    | 30 mars    | @ Houston             | D 108-119 | Bogdan Bogdanović (24) | Marvin Bagley (12)       | De'Aaron Fox (10)       | Toyota Center            | 37 - 39 |
| 77    | 31 mars    | @ San Antonio         | V 113-106 | Buddy Hield (26)       | Kosta Koufos (11)        | Bogdanović, Fox (5)     | AT&T Center              | 38 - 39 |

| Match | Date match | Équipe              | Score     | Meilleur marqueur    | Meilleur rebondeur      | Meilleur passeur  | Lieux                   | Série   |
| ----- | ---------- | ------------------- | --------- | -------------------- | ----------------------- | ----------------- | ----------------------- | ------- |
| 78    | 2 avril    | Houston             | D 105-130 | Buddy Hield (20)     | Corey Brewer (10)       | Fox, Hield (5)    | Golden 1 Center         | 38 - 40 |
| 79    | 4 avril    | Cleveland           | V 117-104 | Buddy Hield (23)     | Willie Cauley-Stein (9) | De'Aaron Fox (10) | Golden 1 Center         | 39 - 40 |
| 80    | 5 avril    | @ Utah              | D 98-119  | Buddy Hield (17)     | Marvin Bagley (12)      | Yogi Ferrell (5)  | Vivint Smart Home Arena | 39 - 41 |
| 81    | 7 avril    | La Nouvelle-Orléans | D 129-133 | Harrison Barnes (29) | Marvin Bagley (14)      | De'Aaron Fox (11) | Golden 1 Center         | 39 - 42 |
| 82    | 10 avril   | @ Portland          | D 131-136 | Marvin Bagley (20)   | Marvin Bagley (9)       | De'Aaron Fox (9)  | Moda Center             | 39 - 43 |

### Confrontations en saison régulière
| Conférence Est      | Conférence Est                               | Conférence Est                               | Conférence Ouest                             | Conférence Ouest                             | Conférence Ouest                             | Conférence Ouest                             | Conférence Ouest                             |
| Division Atlantique | Division Atlantique                          | Division Atlantique                          | Division Nord-Ouest                          | Division Nord-Ouest                          | Division Nord-Ouest                          | Division Nord-Ouest                          | Division Nord-Ouest                          |
| Équipe              | Domicile                                     | Extérieur                                    | Équipe                                       | Domicile                                     | Domicile                                     | Extérieur                                    | Extérieur                                    |
| ------------------- | -------------------------------------------- | -------------------------------------------- | -------------------------------------------- | -------------------------------------------- | -------------------------------------------- | -------------------------------------------- | -------------------------------------------- |
| Boston              | 109-111                                      | 120-126                                      | Denver                                       | 113-117                                      |                                              | 112-126                                      | 118-120                                      |
| Brooklyn            | 121-123                                      | 94-123                                       | Minnesota                                    | 121-110                                      | 141-130                                      | 105-132                                      | 105-112                                      |
| New York            | 115-108                                      | 102-94                                       | Oklahoma City                                | 117-113                                      | 113-132                                      | 131-120                                      | 119-116                                      |
| Philadelphie        | 115-108                                      | 114-123                                      | Portland                                     | 108-113 (OT)                                 | 115-107                                      | 131-136                                      |                                              |
| Toronto             | 105-114                                      | 105-120                                      | Utah                                         | 117-123                                      | 112-133                                      | 119-110                                      | 98-119                                       |
|                     | 2–3                                          | 1–4                                          |                                              | 4–5                                          | 4–5                                          | 3–6                                          | 3–6                                          |
| Division            | 3–7                                          | 3–7                                          | Division                                     | 7–11                                         | 7–11                                         | 7–11                                         | 7–11                                         |
| Division Atlantique | Division Atlantique                          | Division Atlantique                          | Division Nord-Ouest                          | Division Nord-Ouest                          | Division Nord-Ouest                          | Division Nord-Ouest                          | Division Nord-Ouest                          |
| Équipe              | Domicile                                     | Extérieur                                    | Équipe                                       | Domicile                                     | Domicile                                     | Extérieur                                    | Extérieur                                    |
| Chicago             | 129-102                                      | 108-89                                       | Golden State                                 | 125-130                                      | 123-127                                      | 116-117                                      | 123-125                                      |
| Cleveland           | 117-104                                      | 129-110                                      | L.A. Clippers                                | 121-133                                      | 109-116                                      | 118-127                                      | 108-122                                      |
| Detroit             | 112-102                                      | 103-101                                      | L.A. Lakers                                  | 86-101                                       | 117-116                                      | 114-121                                      | 106-111                                      |
| Indiana             | 111-110                                      | 97-107                                       | Phoenix                                      | 117-104                                      | 112-103                                      | 122-105                                      | 111-115                                      |
| Milwaukee           | 140-141                                      | 109-144                                      |                                              |                                              |                                              |                                              |                                              |
|                     | 4–1                                          | 3–2                                          |                                              | 3–5                                          | 3–5                                          | 1–7                                          | 1–7                                          |
| Division            | 7–3                                          | 7–3                                          | Division                                     | 4–12                                         | 4–12                                         | 4–12                                         | 4–12                                         |
| Division Atlantique | Division Atlantique                          | Division Atlantique                          | Division Nord-Ouest                          | Division Nord-Ouest                          | Division Nord-Ouest                          | Division Nord-Ouest                          | Division Nord-Ouest                          |
| Équipe              | Domicile                                     | Extérieur                                    | Équipe                                       | Domicile                                     | Domicile                                     | Extérieur                                    | Extérieur                                    |
| Atlanta             | 135-113                                      | 146-115                                      | Dallas                                       | 116-100                                      |                                              | 120-113                                      | 125-121                                      |
| Charlotte           | 104-97                                       | 95-114                                       | Houston                                      | 101-127                                      | 105-130                                      | 112-132                                      | 108-119                                      |
| Miami               | 102-96                                       | 123-113                                      | Memphis                                      | 97-92                                        | 102-99                                       | 104-112                                      | 99-96                                        |
| Orlando             | 111-95                                       | 107-99                                       | La Nouvelle-Orléans                          | 122-117                                      | 129-133                                      | 129-149                                      | 118-121                                      |
| Washington          | 116-112                                      | 115-121                                      | San Antonio                                  | 104-99                                       | 127-112                                      | 113-106                                      |                                              |
|                     | 5–0                                          | 3–2                                          |                                              | 6–3                                          | 6–3                                          | 4–5                                          | 4–5                                          |
| Division            | 8–2                                          | 8–2                                          | Division                                     | 10–8                                         | 10–8                                         | 10–8                                         | 10–8                                         |
| Conférence          | 18–12 (Domicile : 11–4 ; Extérieur : 7–8)    | 18–12 (Domicile : 11–4 ; Extérieur : 7–8)    | Conférence                                   | 21–31 (Domicile : 13–13 ; Extérieur : 8–18)  | 21–31 (Domicile : 13–13 ; Extérieur : 8–18)  | 21–31 (Domicile : 13–13 ; Extérieur : 8–18)  | 21–31 (Domicile : 13–13 ; Extérieur : 8–18)  |
| Total               | 39–43 (Domicile : 24–17 ; Extérieur : 15–26) | 39–43 (Domicile : 24–17 ; Extérieur : 15–26) | 39–43 (Domicile : 24–17 ; Extérieur : 15–26) | 39–43 (Domicile : 24–17 ; Extérieur : 15–26) | 39–43 (Domicile : 24–17 ; Extérieur : 15–26) | 39–43 (Domicile : 24–17 ; Extérieur : 15–26) | 39–43 (Domicile : 24–17 ; Extérieur : 15–26) |

## Classements de la saison régulière
| Conférence Ouest | Conférence Ouest                | Conférence Ouest | Conférence Ouest | Conférence Ouest | Conférence Ouest | Conférence Ouest | Conférence Ouest |
| No               | Franchise                       | Vic.             | Def.             | MJ               | V/D              | GB               |                  |
| ---------------- | ------------------------------- | ---------------- | ---------------- | ---------------- | ---------------- | ---------------- | ---------------- |
| 1                | Warriors de Golden State T      | 57               | 25               | 82               | .695             | –                |                  |
| 2                | Nuggets de Denver               | 54               | 28               | 82               | .659             | 3                |                  |
| 3                | Trail Blazers de Portland       | 53               | 29               | 82               | .646             | 4                |                  |
| 4                | Rockets de Houston              | 53               | 29               | 82               | .646             | 4                |                  |
| 5                | Jazz de l'Utah                  | 50               | 32               | 82               | .610             | 7                |                  |
| 6                | Thunder d'Oklahoma City         | 49               | 33               | 82               | .598             | 8                |                  |
| 7                | Spurs de San Antonio            | 48               | 34               | 82               | .585             | 9                |                  |
| 8                | Clippers de Los Angeles         | 48               | 34               | 82               | .585             | 9                |                  |
|                  |                                 |                  |                  |                  |                  |                  |                  |
| 9                | Kings de Sacramento             | 39               | 43               | 82               | .476             | 18               |                  |
| 10               | Lakers de Los Angeles           | 37               | 45               | 82               | .451             | 20               |                  |
| 11               | Timberwolves du Minnesota       | 36               | 46               | 82               | .439             | 21               |                  |
| 12               | Grizzlies de Memphis            | 33               | 49               | 82               | .402             | 24               |                  |
| 13               | Pelicans de La Nouvelle-Orléans | 33               | 49               | 82               | .402             | 24               |                  |
| 14               | Mavericks de Dallas             | 33               | 49               | 82               | .402             | 24               |                  |
| 15               | Suns de Phoenix                 | 19               | 63               | 82               | .232             | 38               |                  |

| Division Pacifique             | V  | D  | MJ | V/D  | GB | Dom   | Ext   | Div  |
| ------------------------------ | -- | -- | -- | ---- | -- | ----- | ----- | ---- |
| Warriors de Golden State T (1) | 57 | 25 | 82 | .695 | –  | 30–11 | 27–14 | 13–3 |
| Clippers de Los Angeles (8)    | 48 | 34 | 82 | .585 | 9  | 26–15 | 22–19 | 11–5 |
| Kings de Sacramento (9)        | 39 | 43 | 82 | .476 | 18 | 24–17 | 15–26 | 4–12 |
| Lakers de Los Angeles (10)     | 37 | 45 | 82 | .451 | 20 | 22–19 | 15–26 | 9–7  |
| Suns de Phoenix (15)           | 19 | 63 | 82 | .232 | 38 | 12–29 | 7–34  | 3–13 |

## Effectif

### Effectif actuel
| Kings de Sacramento Effectif en fin de saison régulière        |    |                        |                     |                |
| Entraîneur : David Joerger                                     |    |                        |                     |                |
| Ailier fort                                                    | 35 | Drapeau des États-Unis | Marvin Bagley (R)   | Duke           |
| Ailier / Ailier fort                                           | 40 | Drapeau des États-Unis | Harrison Barnes     | North Carolina |
| Ailier / Ailier fort                                           | 88 | Drapeau de la Serbie   | Nemanja Bjelica     | Fenerbahçe SK  |
| Arrière                                                        | 8  | Drapeau de la Serbie   | Bogdan Bogdanovic   | Fenerbahçe SK  |
| Ailier                                                         | 33 | Drapeau des États-Unis | Corey Brewer        | Florida        |
| Arrière                                                        | 13 | Drapeau des États-Unis | Alec Burks          | Colorado       |
| Pivot                                                          | 00 | Drapeau des États-Unis | Willie Cauley-Stein | Kentucky       |
| Meneur                                                         | 3  | Drapeau des États-Unis | Yogi Ferrell        | Indiana        |
| Meneur                                                         | 5  | Drapeau des États-Unis | De'Aaron Fox        | Kentucky       |
| Ailier fort                                                    | 32 | /                      | Wenyen Gabriel (TW) | Kentucky       |
| Ailier fort / Pivot                                            | 20 | Drapeau des États-Unis | Harry Giles (R)     | Duke           |
| Arrière                                                        | 24 | Drapeau des Bahamas    | Buddy Hield         | Oklahoma       |
| Arrière                                                        | 9  | Drapeau des États-Unis | B. J. Johnson (R)   | La Salle       |
| Pivot                                                          | 41 | /                      | Kosta Koufos        | Ohio State     |
| Meneur                                                         | 10 | Drapeau des États-Unis | Frank Mason         | Kansas         |
| Ailier fort                                                    | 50 | Drapeau des États-Unis | Caleb Swanigan      | Purdue         |
| Ailier                                                         | 19 | Drapeau des États-Unis | Troy Williams (TW)  | Indiana        |
| (C) - Capitaine, (R) - Rookie, (TW) - Two-way contract, Blessé |    |                        |                     |                |

## Transactions

### Échanges
| 21 juin 2018 (Jour de la draft) | A Kings de SacramentoSecond tour de draft 2019 (Des Lakers ou de Minnesota) Second tour de draft 2021 (de Miami) Compensation financière de 1 500 000 $            | A Trail Blazers de PortlandDroits sur Gary Trent Jr. (#37) |
| 17 juillet 2018                 | A Kings de SacramentoDeyonta Davis Ben McLemore Second tour de draft 2021 Compensation financière de 1 544 951 $                                                   | A Grizzlies de MemphisGarrett Temple |
| 7 février 2019                  | A Kings de SacramentoAlec Burks (De Cleveland) Second tour de draft 2020 (De Houston)                                                                              | A Cavaliers de ClevelandMarquese Chriss (De Houston) Brandon Knight (De Houston) Premier tour de draft 2019 protégé (De Houston) Second tour de draft 2022 (De Houston) |
| 7 février 2019                  | A Rockets de HoustonWade Baldwin IV (De Cleveland) Iman Shumpert (De Sacramento) Nik Stauskas (De Cleveland) Second tour de draft 2021 de Milwaukee (De Cleveland) | |
| 7 février 2019                  | A Kings de SacramentoHarrison Barnes | A Mavericks de DallasJustin Jackson Zach Randolph |
| 7 février 2019                  | A Kings de SacramentoCaleb Swanigan | A Trail Blazers de PortlandSkal Labissière |

### Options dans les contrats
| Date       | Joueur          | Option                                                                           |
| ---------- | --------------- | -------------------------------------------------------------------------------- |
| 08/05/2018 | Kosta Koufos    | Kosta Koufos exerce son option joueur de 8 739 500 $ pour la saison 2018-2019.   |
| 08/06/2018 | Iman Shumpert   | Iman Shumpert exerce son option joueur de 11 011 236 $ pour la saison 2018-2019. |
| 29/06/2018 | Garrett Temple  | Garrett Temple exerce son option joueur de 8 000 000 $ pour la saison 2018-2019. |
| 26/10/2018 | Harry Giles     | Sacramento active son option d'équipe de 6 392 760 $ pour la saison 2019-2020.   |
| 26/10/2018 | De'Aaron Fox    | Sacramento active son option d'équipe de 2 578 800 $ pour la saison 2019-2020.   |
| 26/10/2018 | Skal Labissière | Sacramento active son option d'équipe de 2 338 847 $ pour la saison 2019-2020.   |
| 27/10/2018 | Buddy Hield     | Sacramento active son option d'équipe de 4 861 208 $ pour la saison 2019-2020.   |
| 27/10/2018 | Justin Jackson  | Sacramento active son option d'équipe de 3 280 920 $ pour la saison 2019-2020.   |

### Arrivés

#### Draft
| Date       | Joueur        | Contrat                                   | Provenance                 |
| ---------- | ------------- | ----------------------------------------- | -------------------------- |
| 01/07/2018 | Marvin Bagley | Contrat rookie de 36 137 374 $ sur 4 ans. | Blue Devils de Duke (NCAA) |

#### Agent libre
| Date       | Joueur          | Contrat                                                  | Provenance                       |
| ---------- | --------------- | -------------------------------------------------------- | -------------------------------- |
| 23/07/2018 | Nemanja Bjelica | Contrat partiellement garanti de 20 475 000 $ sur 3 ans. | Timberwolves du Minnesota        |
| 23/07/2018 | Yogi Ferrell    | Contrat partiellement garanti de 6 150 000 $ sur 2 ans.  | Mavericks de Dallas              |
| 01/08/2018 | Jamel Artis     | Contrat non garanti de 2 937 614 $ sur 2 ans.            | Magic d'Orlando                  |
| 28/02/2019 | Corey Brewer    | Contrat de 2 000 000 $ jusqu'à la fin de la saison.      | Kings de Sacramento              |
| 01/04/2019 | B. J. Johnson   | Contrat partiellement garanti de 1 464 223 $ sur 2 ans.  | Magic de Lakeland (NBA G-League) |

#### Two-way contract
| Date       | Joueur         | Provenance                      |
| ---------- | -------------- | ------------------------------- |
| 31/07/2018 | Wenyen Gabriel | Wildcats du Kentucky (NCAA)     |
| 18/10/2018 | Troy Williams  | Pelicans de La Nouvelle-Orléans |

#### Contrats de 10 jours
| Date       | Joueur       | Contrat                                   | Provenance                       |
| ---------- | ------------ | ----------------------------------------- | -------------------------------- |
| 08/02/2019 | Corey Brewer | Contrat de 135 248 $ sur 10 jours.        | 76ers de Philadelphie            |
| 18/02/2019 | Corey Brewer | Second contrat de 135 248 $ sur 10 jours. | Kings de Sacramento              |
| 22/03/2019 | Cody Demps   | Contrat de 47 371 $ sur 10 jours.         | Kings de Stockton (NBA G League) |

#### Camps d'entraînement
| Date       | Joueur           | Contrat                                      | Provenance                           |
| ---------- | ---------------- | -------------------------------------------- | ------------------------------------ |
| 24/09/2018 | Cameron Reynolds | Contrat non garanti de 838 464 $ sur 1 an.   | Green Wave de Tulane (NCAA)          |
| 26/09/2018 | Brandon Austin   | Contrat non garanti de 838 464 $ sur 1 an.   | Kings de Stockton (NBA G-League)     |
| 27/09/2018 | Kalin Lucas      | Contrat non garanti de 1 349 383 $ sur 1 an. | Hapoël Jérusalem                     |
| 27/09/2018 | Taren Sullivan   | Contrat non garanti de 838 464 $ sur 1 an.   | Bath High School (NCAA)              |
| 27/09/2018 | Gabe Vincent     | Contrat non garanti de 838 464 $ sur 1 an.   | Gauchos de l'UC Santa Barbara (NCAA) |

### Départs

#### Agents libres
| Date       | Joueur         | Nouvelle équipe ¹     |
| ---------- | -------------- | --------------------- |
| 09/07/2018 | Jack Cooley    | Dinamo Basket Sassari |
| 20/08/2018 | Bruno Caboclo  | Rockets de Houston    |
| 24/08/2018 | Vince Carter   | Hawks d'Atlanta       |
| 24/09/2018 | JaKarr Sampson | Bulls de Chicago      |

¹ Il s'agit de l’équipe pour laquelle le joueur a signé après son départ, il a pu entre-temps changer d'équipe ou encore de pays.

#### Joueurs coupés
| Date       | Joueur        | Nouvelle équipe ¹        |
| ---------- | ------------- | ------------------------ |
| 07/07/2018 | Nigel Hayes   | Fenerbahçe SK            |
| 22/09/2018 | Deyonta Davis | Warriors de Golden State |
| 07/02/2019 | Ben McLemore  |                          |

¹ Il s'agit de l’équipe pour laquelle le joueur a signé après son départ, il a pu entre-temps changer d'équipe ou encore de pays.

#### Non retenu après les camps d’entraînements
| Date       | Joueur           |
| ---------- | ---------------- |
| 30/09/2018 | Brandon Austin   |
| 02/10/2018 | Taren Sullivan   |
| 04/10/2018 | Gabe Vincent     |
| 08/10/2018 | Jamel Artis      |
| 13/10/2018 | Kalin Lucas      |
| 13/10/2018 | Cameron Reynolds |

## Joueurs "agents libres" à la fin de la saison
| Joueur              | Fin de saison         |
| ------------------- | --------------------- |
| Corey Brewer        | Agent libre           |
| Alec Burks          | Agent libre           |
| Willie Cauley-Stein | Agent libre restreint |
| Zach Randolph       | Agent libre           |
| Kosta Koufos        | Agent libre           |

### Options en fin de saison
| Joueur          | Fin de saison  |
| --------------- | -------------- |
| Harrison Barnes | Option joueur. |